# Kierunek studiów
Kierunek studiów – wyodrębniona część jednego lub kilku obszarów kształcenia,
realizowana w uczelni w sposób określony przez program kształcenia.
Studia w uczelni prowadzone są w ramach kierunku studiów. Kierunek studiów może być prowadzony przez podstawową jednostkę organizacyjną uczelni albo łącznie przez kilka takich jednostek.
Uczelnia, która ma co najmniej cztery uprawnienia do nadawania stopnia naukowego doktora habilitowanego, może organizować indywidualne studia międzyobszarowe, obejmujące co najmniej dwa obszary kształcenia i prowadzące do uzyskania dyplomu na co najmniej jednym kierunku studiów, prowadzonym w danej uczelni przez podstawową jednostkę organizacyjną, mającą uprawnienie do nadawania stopnia naukowego doktora w obszarze wiedzy związanym z tym kierunkiem.